# Bukō Dojo
Bukō Dojo (武輝道場 Bukō Dojo?), anteriormente conocida como Kitao Dojo, fue una organización de artes marciales y lucha libre profesional fundada por Koji Kitao en 1994.
Kitao Dojo se especializó principalmente en el shoot wrestling, una variante de la lucha libre profesional o puroresu que buscaba un acercamiento con las artes marciales, así como en el kárate, arte que había sido practicada por Kitao.

## Historia
Después de que el ex-yokozuna y luchador profesional Koji Kitao se convirtiera en artista marcial y alcanzara el cinturón negro de kárate en 1992, creó su propio dojo, en parte para restablecer su reputación después de su derrota a manos de Nobuhiko Takada. Su primer programa de exhibición, llamado Kitao Dojo, fue lanzado el 21 de enero de 1994 en el Korakuen Hall de Tokio. Su estilo fue shoot wrestling basado en kárate, con un trasfondo similar al de las competiciones de shidokan, usando un tambor en lugar de un gong para señalar el inicio de las luchas y mostrando motivos variados de artes marciales. En 1995, la empresa adoptó el nombre de Bukō Dojo, celebrando un torneo de lucha que fue ganado por Koji Kitao.
La empresa mantuvo contactos con promociones como Wrestle Association R, Wrestle Dream Factory y otras. De hecho, gracias a los contactos de Kitao con Genichiro Tenryu, director de WAR, Koji y sus estudiantes comenzaron a aparecer en WAR como luchadores, formando un stable face llamado de la misma manera, Bukō Dojo. El contrato entre ambas empresas duró hasta 1998, año en el que el Kitao y el miembro de WAR Último Dragón, dirigente de la empresa Toryumon, acordaron un intercambio de talentos. Los aprendices del Bukō Dojo fueron movidos a Toryumon un año después, donde se establecirían como luchadores y directivos.
El dojo fue cerrado en 1998, después del retiro de Kitao.

## Estudiantes de Bukō Dojo
| Nombre            | Empresa actual      |
| ----------------- | ------------------- |
| Takashi Okamura   | Dragon Gate         |
| Masaaki Mochizuki | Dragon Gate         |
| Yoshikazu Taru    | Diamond Ring        |
| Keiichi Kono      | Inactivo desde 2007 |
| Akio Kobayashi    | Inactivo desde 1998 |
| Noriaki Kawabata  | Diamond Ring        |